# Motuihe Island
Motuihe Island ist eine 1,78 km² große Insel vor der Nordinsel Neuseelands. Sie liegt zwischen Motutapu und Waiheke Island im Hauraki Gulf. Heute ist sie ein Schutzgebiet für seltene und vom Aussterben bedrohte Vogel- und Insektenarten.
In der Vergangenheit wurde die Insel als Farmland, Quarantänestation und während des Ersten Weltkriegs als Internierungslager für Deutsche verwendet.
Die bekanntesten Gefangenen von 1917 bis 1919 waren Felix Graf von Luckner und Carl Kircheiß sowie vier Seeleute des deutschen Hilfskreuzers Seeadler. Aus der Internierung gelang es Luckner und Kircheiß, am 13. Dezember 1917 mit einer kleinen Besatzung auf dem gekaperten Motorboot Pearl des Inselkommandanten zu fliehen. Sie enterten später den Schoner Moa, wurden jedoch kurz darauf durch den Dampfer Iris bei der Macauleyinsel erneut gefangen genommen. Es folgte der Rücktransport nach Motuihe und die erneute Internierung.
Nach dem Zweiten Weltkrieg wurde von der Royal New Zealand Navy ein Trainingszentrum für Rekruten, HMNZS TAMAKI auf dem Nordostende der Insel errichtet. Es wurde bis etwa 1978 betrieben und dann nach Devonport verlagert.
Die Insel hat geschützte Strände und kann vom 11 km entfernten Auckland mit einer Fähre erreicht werden.

## Flora und Fauna
Die natürliche Tier- und Pflanzenwelt wurde durch eingeschleppte Arten gefährdet. Deshalb wurden Ratten und Mäuse 1996 sowie Kaninchen und verwilderte Katzen 2004 ausgerottet. Es wurden durch Freiwillige tausende von einheimischen Baumsetzlingen gepflanzt. Bedrohte Vogelarten wie der Nordinsel-Sattelvogel, der Ziegensittich (Kakariki)  und der Maori-Glockenhonigfresser wurden auf der Insel wieder angesiedelt. 2009 und 2010 wurden ca. 40 kleine Fleckenkiwis ausgesetzt.

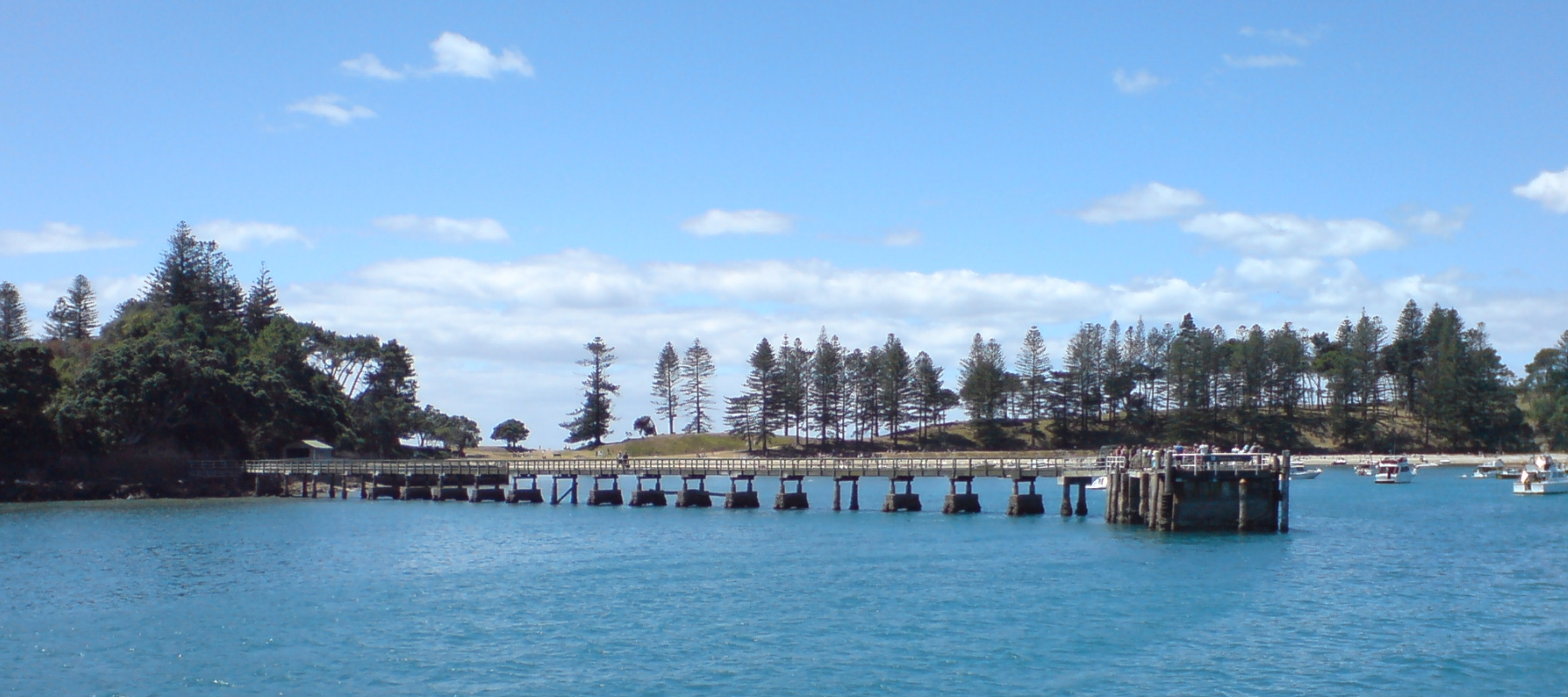
Der Anlegekai der Fähre, Ausflugsboote in der Bucht dahinter
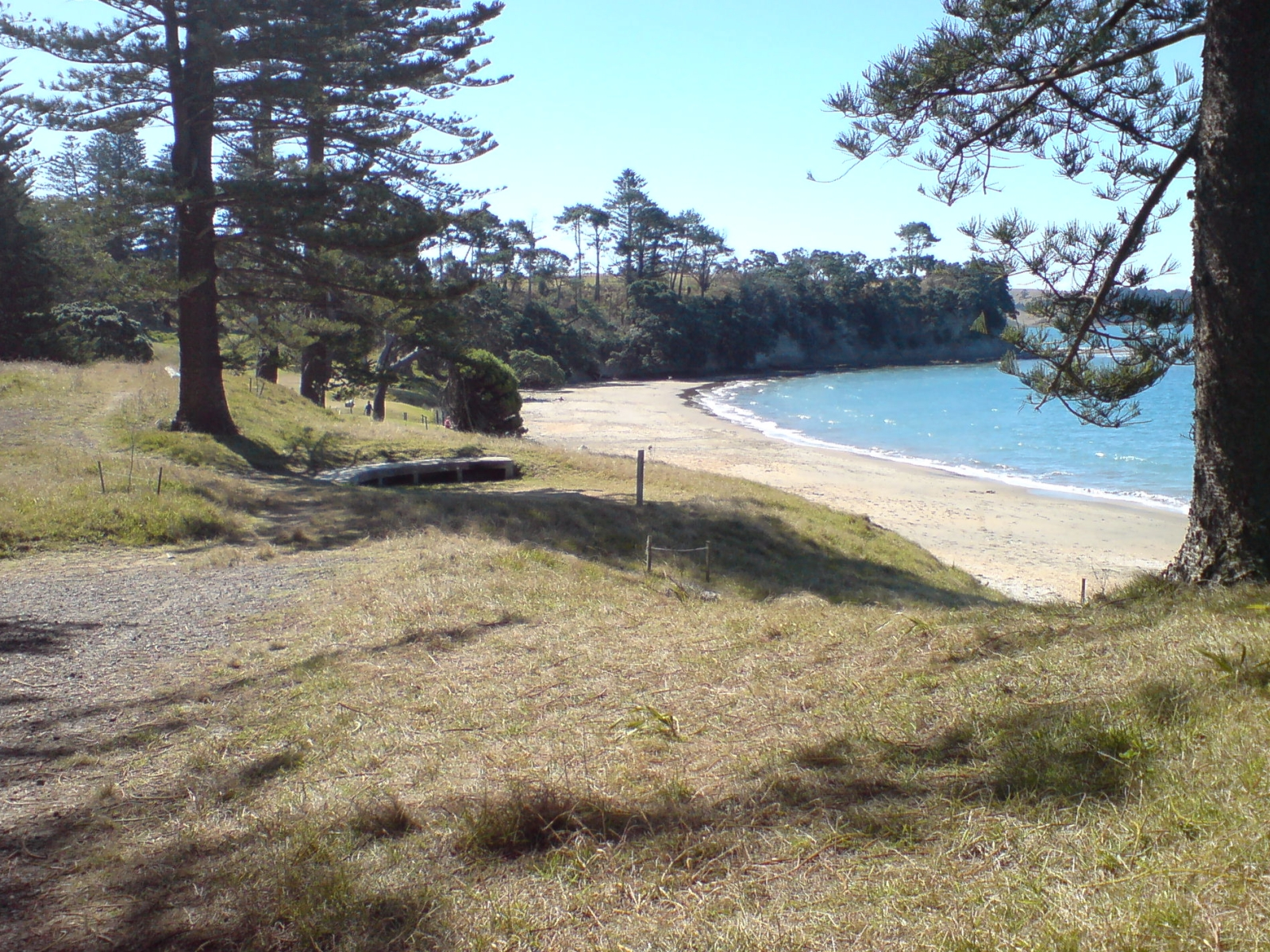
Die Bucht auf der Nordseite. Eine andere Bucht auf der Südseite ist nur 30 m entfernt auf der anderen Seite der Landenge